# 伊戈尔·萨沃利斯基
伊戈尔·谢尔盖耶维奇·萨沃利斯基（俄语：Игорь Сергеевич Савольский，1943年2月6日—2020年7月31日），俄罗斯外交官。前驻匈牙利和捷克大使。

## 生平
1966年毕业于莫斯科国立国际关系学院，进入苏联外交部工作。历任苏联驻匈牙利大使馆随员、三秘（1966年－1972年），苏联外交部第五欧洲司三秘（1972年－1974年），苏共中央部门文秘（1974年－1986年），驻匈牙利大使馆参赞（1986年－1992年），俄罗斯联邦外交部与联邦主体、议会及社会政治组织联络司工作人员（1993年－1994年），外交部第二独联体司副司长、司长（1994年－1998年），独联体事务署副署长、第一副署长（1998年－2000年）等职。
2000年出任驻捷克共和国特命全权大使。2004年1月，与时任总统瓦茨拉夫·克劳斯会谈。2004年6月，担任俄罗斯联邦外交部独联体事务特别代表、俄罗斯联邦与格鲁吉亚军事问题谈判俄方代表团团长，期间达成撤军协议。2004年10月访问摩尔多瓦共和国首都基希讷乌和德涅斯特河沿岸，就德河左岸的法律地位展开新一轮斡旋。2006年出任驻匈牙利特命全权大使。2009年9月退休。2020年7月31日逝世。